# 刘公宽
刘公宽，元朝温州永嘉（治今浙江省温州市）人。
方国珍从子方明善据温州，攻打平阳州（治今浙江省平阳县），杀死平阳知州周诚德。刘公宽团结乡兵，为周诚德复仇。刘公宽守楠溪江，率众攻方明善，方明善从间道逃出，刘公宽收兵退保溪山，方明善连年攻打溪山，不能攻克。其后刘公宽为其部下所害，妻子侯氏自缢。